# Grand Prix Formule 1 van Duitsland 1979
De Grand Prix Formule 1 van Duitsland 1979 werd gehouden op 29 juli 1979 op de Hockenheimring.

## Uitslag
| Positie | Nummer | Rijder                | Team               | Ronden | Tijd/Opgave         | Startplaats | Punten |
| ------- | ------ | --------------------- | ------------------ | ------ | ------------------- | ----------- | ------ |
| 1       | 27     | Alan Jones            | Williams-Ford      | 45     | 1:24:48.83          | 2           | 9      |
| 2       | 28     | Clay Regazzoni        | Williams-Ford      | 45     | +2,91 s             | 6           | 6      |
| 3       | 26     | Jacques Laffite       | Ligier-Ford        | 45     | +18,39 s            | 3           | 4      |
| 4       | 11     | Jody Scheckter        | Ferrari            | 45     | +31,20 s            | 5           | 3      |
| 5       | 7      | John Watson           | McLaren-Ford       | 45     | +1:37.80            | 12          | 2      |
| 6       | 30     | Jochen Mass           | Arrows-Ford        | 44     | +1 Ronde            | 18          | 1      |
| 7       | 4      | Geoff Lees            | Tyrrell-Ford       | 44     | +1 Ronde            | 16          |        |
| 8       | 12     | Gilles Villeneuve     | Ferrari            | 44     | +1 Ronde            | 9           |        |
| 9       | 3      | Didier Pironi         | Tyrrell-Ford       | 44     | +1 Ronde            | 8           |        |
| 10      | 17     | Jan Lammers           | Shadow-Ford        | 44     | +1 Ronde            | 20          |        |
| 11      | 18     | Elio de Angelis       | Shadow-Ford        | 43     | +2 Rondes           | 21          |        |
| 12      | 6      | Nelson Piquet         | Brabham-Alfa Romeo | 42     | Motor               | 4           |        |
| DNF     | 29     | Riccardo Patrese      | Arrows-Ford        | 34     | Banden              | 19          |        |
| DNF     | 8      | Patrick Tambay        | McLaren-Ford       | 30     | Ophanging           | 15          |        |
| DNF     | 20     | Keke Rosberg          | Wolf-Ford          | 29     | Motor               | 17          |        |
| DNF     | 5      | Niki Lauda            | Brabham-Alfa Romeo | 27     | Motor               | 7           |        |
| DNF     | 25     | Jacky Ickx            | Ligier-Ford        | 24     | Banden              | 14          |        |
| DNF     | 31     | Héctor Rebaque        | Lotus-Ford         | 22     | Handling            | 24          |        |
| DNF     | 1      | Mario Andretti        | Lotus-Ford         | 16     | Transmissie         | 11          |        |
| DNF     | 16     | René Arnoux           | Renault            | 9      | Banden              | 10          |        |
| DNF     | 15     | Jean-Pierre Jabouille | Renault            | 7      | Spin                | 1           |        |
| DNF     | 14     | Emerson Fittipaldi    | Fittpaldi-Ford     | 4      | Elektrisch probleem | 22          |        |
| DNF     | 2      | Carlos Reutemann      | Lotus-Ford         | 1      | Ongeluk             | 13          |        |
| DNF     | 9      | Hans Joachim Stuck    | ATS-Ford           | 0      | Ophanging           | 23          |        |
| DNQ     | 22     | Patrick Gaillard      | Ensign-Ford        |        |                     |             |        |
| DNQ     | 24     | Arturo Merzario       | Merzario-Ford      |        |                     |             |        |

## Statistieken
| Pole-position | Jean-Pierre Jabouille | Renault | 1:48.48 |
| Snelste ronde | Gilles Villeneuve     | Ferrari | 1:51.89 |

## Noot
- Dit was de vijfde podiumplaats voor Alan Jones.

1931 · 1932 · 1934 · 1935 · 1936 · 1937 · 1938 · 1939 · 1951 · 1952 · 1953 · 1954 · 1956 · 1957 · 1958 · 1959 · 1961 · 1962 · 1963 · 1964 · 1965 · 1966 · 1967 · 1968 · 1969 · 1970 · 1971 · 1972 · 1973 · 1974 · 1975 · 1976 · 1977 · 1978 · 1979 · 1980 · 1981 · 1982 · 1983 · 1984 · 1985 · 1986 · 1987 · 1988 · 1989 · 1990 · 1991 · 1992 · 1993 · 1994 · 1995 · 1996 · 1997 · 1998 · 1999 · 2000 · 2001 · 2002 · 2003 · 2004 · 2005 · 2006 · 2008 · 2009 · 2010 · 2011 · 2012 · 2013 · 2014 · 2016 · 2018 · 2019